# District de Shibei
Le district de Shibei (市北区 ; pinyin : Shìběi Qū) est une subdivision administrative de la province du Shandong en Chine. Il est placé sous la juridiction de la ville sous-provinciale de Qingdao.